# Château de Mesnières
Le château de Mesnières est une demeure de la première moitié du XVIe siècle qui se dresse sur le territoire de la commune française de Mesnières-en-Bray, dans le département de la Seine-Maritime, en région Normandie.
Le château, propriété privée siège de l'institution Saint-Joseph, est partiellement classé au titre des monuments historiques.

## Localisation
Le château est situé sur la commune de Mesnières-en-Bray, dans le département français de la Seine-Maritime.

## Historique
Au XIe siècle, une forteresse de bois entourée d'une palissade est construite par Robert de Mesnières, seigneur du lieu — cité avec son épouse Renza dans une donation de 1043 aux bénédictins de Sainte-Catherine du Mont, près de Rouen, contresignée par Guillaume le Conquérant — pour contrôler le passage d'une ancienne voie romaine et la vallée de la Béthune.
Vers 1200, la propriété passe par héritage à la famille Valliquerville, puis au milieu du XIVe siècle à Henri de Bailleul, possible cousin du roi d'Écosse Édouard Balliol qu'il aurait aidé en 1332 à conquérir son royaume (bataille de Perth), puis la baronnie de Mesnières échoit par alliance, à la fin du siècle, à la famille de Boissay. On trouve Robert de Boissay (1375-1415), gouverneur de Dieppe, Laurent de Boissay (1435-1482) époux de Catherine Havart, et de père en fils, Louis de Boissay (1460-1504) et Charles de Boissay.
La forteresse ayant été démantelée par les Anglais au XVe siècle, Charles de Boissay accélère la reconstruction, vers 1500, du château initiée par son père, à la suite de son mariage en 1521 avec la riche Madeleine Picart, en s'inspirant de l'architecture Renaissance des châteaux de la Loire.
Construit sur quarante ans (?) après sa mort, ce fut sa sœur Suzanne de Gouvis qui supervisa les travaux ; la chapelle est bénie le 4 avril 1546.
Le château devient en 1590 (ou 1544 ?) par mariage la possession de François de Fautereau, premier gentilhomme de la chambre du roi Charles IX. Son fils, Nicolas de Fautereau, baron de Villers, fut un fidèle d'Henri IV, ce qui valut à son château d'être ravagé par les Ligueurs.
Louis de Fautereau du fait de son mariage avec Catherine de Manneville, fille d'honneur d'Anne d'Autriche, obtint, en 1650, l'érection de sa terre en marquisat ; il agrandit et embellit vers 1660 le château en aménageant notamment la chapelle, la galerie des Cerfs, le plafond de la salle des Cartes et la salle des Quatre-Tambours.
La succession très obérée de son petit-fils mort célibataire à la bataille de Malplaquet (11 septembre 1709), obligea en 1713 à mettre en vente le domaine en dépit de l'obstruction d'un descendant bâtard des Fautereau qui, s'étant emparé du château avec quelques compagnons, dut en être délogé afin de permettre son appropriation par son acquéreur, Jean-Baptiste Durey de Vieuxcourt, président au Grand Conseil du roi et fils d'un receveur général des finances de Franche-Comté.
Son fils, Jean-Baptiste-François Durey de Vieuxcourt fut le président de Mesnières, grand légiste qui consacra sa vie au dépouillement (soit plus de cent volumes manuscrits) des registres du Parlement et devint un des chefs de l'opposition parlementaire à Louis XV, qui était « irrité de ses cabales et de ses intrigues ». Ayant sollicité de celui-ci l'octroi d'une charge pour son fils — qui fut refusée puis finalement accordée — il fut reçu par la marquise de Pompadour, qui se permit de le tancer avec autorité et éloquence lors d'une entrevue qui inspira plus tard à Musset son conte La Mouche.
Ce fils, ruiné par le jeu, dut vendre Mesnières en 1762 (ou 1766 ?) au roi Louis XV, qui l'échangea immédiatement contre « trois maisons servant d'écuries aux Tuileries » avec Michel-Charles-Louis de Biencourt, marquis de Poutrincourt, issu d'une famille citée en Picardie depuis le XIIe siècle.
Séquestré pendant la Révolution, le château est transformé en prison pendant la Terreur et abrite jusqu'à 150 prisonniers .
Restitué à son propriétaire en 1799, il sera occupé par son fils Charles-Nicolas de Biencourt, qui le fait restaurer (porte de l'aile gauche et série de bustes sur consoles de la façade), y reçut en 1827 la duchesse de Berry, et y mourut sans postérité en 1833.

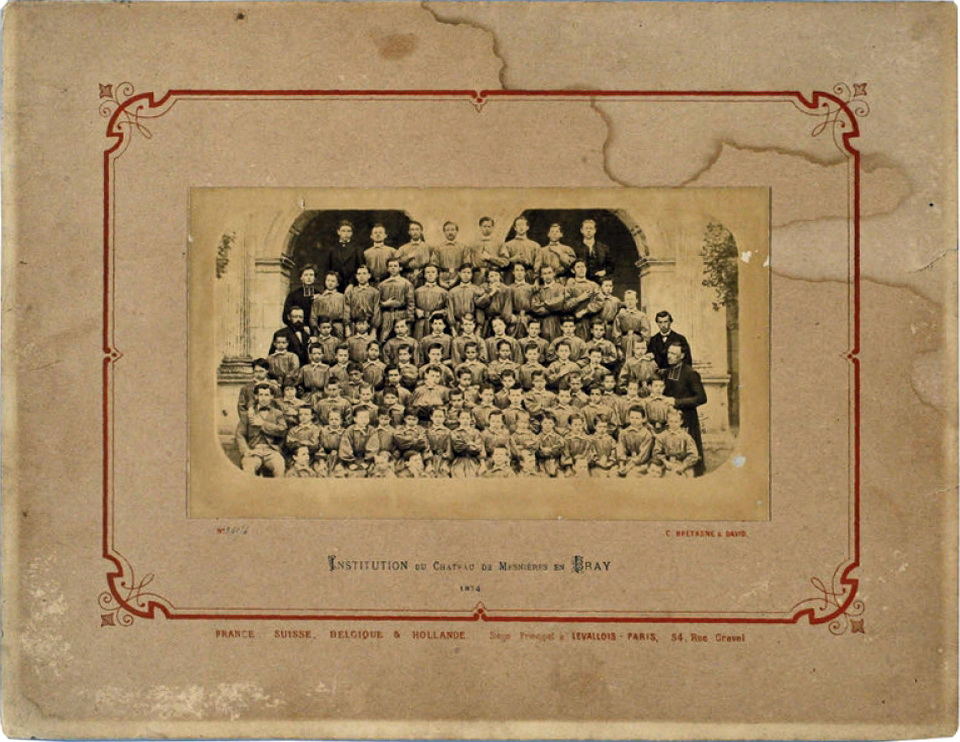
Professeurs et élèves de l'institution du château de Mesnières, photographiés par Claude Bretagne et Jules David en 1874.

Mis à nouveau en vente, il est acquis par l'abbé Charles Eude, vicaire de l'église Saint-Vincent de Rouen, qui le sauve de la démolition en y installant la communauté des Frères de la Miséricorde, un établissement d'enseignement avec orphelinat et pensionnat. En 1878 la direction de l'établissement fut reprise par la congrégation des Pères du Saint-Esprit.
C'est de cette époque que date la construction, aux abords du château, de vastes dépendances, et, au milieu de la façade postérieure, d'une vaste chapelle.
Il était considéré comme le centre du village durant des siècles (selon le maire Dany Minel), au XIXe siècle, produisant et vendant l'électricité au village, et le boulanger était au château. 
Le 20 février 2004, le feu, attisé par un vent violent, se déclare à la toiture du château, qui est détruite aux trois-quarts,. Les deux chapelles, celle du XVIe siècle et celle du XIXe siècle, brûlent entièrement.
Il faudra dix années d'efforts, jusqu'en 2014, sous l'impulsion de Michel Huet (ancien directeur de l'institution Saint-Joseph, 1983-2009), pour reconstruire les parties détruites et restaurer l'ensemble.
Aujourd'hui, les activités économiques, touristiques, culturelles et d'enseignement se développent à nouveau.
L'institut Saint-Joseph qui occupe la propriété se compose d'un collège d'enseignement général et d'un lycée. Ce dernier possède quatre filières d'enseignement technique en plus de l'enseignement général : horticulture-jardins-espaces verts, santé et social, forêt, hôtellerie-restauration. Environ 400 à 500 élèves et étudiants (BTS) vivent sur le site durant l'année scolaire.

## Description
Le château de Mesnières-en-Bray est considéré comme le plus important édifice Renaissance de haute Normandie, à l'image des châteaux de la Loire ; à noter à cet égard qu'en 1791 Charles de Biencourt (1747-1824), 1er marquis du nom, acquit le château d'Azay-le-Rideau (Indre-et-Loire) que ses descendants conserveront jusqu'en 1899.
L'architecture de l'édifice subit une double influence : d'un côté, on trouve des tours cylindriques encadrant le bâtiment principal, écho des ascendances médiévales ; de l'autre côté, on découvre un plan largement inspiré du château de Chaumont-sur-Loire.
Derrière ses façades renforcées de mâchicoulis, le château abrite notamment un pavillon central dont la façade relève son élégance de pilastres grecs, de grandes croisées, de bustes et d'armoiries.
L'incendie de 2004 a ravagé les vitraux anciens des trois hautes baies centrales du chœur — constitués de fragments, remontés au XVIIIe siècle de ceux qui à l'origine ornaient toutes les baies — de la chapelle seigneuriale Renaissance d'où le feu est parti (La Guérison de l'hydropique, La Transfiguration…) qui ont explosé sous la chaleur.
De même, si elles n'ont pas été brûlées, la « galerie des Cerfs » (XVIIIe siècle) ornée d'une paroi sur laquelle sont sculptés sept grands cerfs, la « salle des Quatre-Tambours » (le salon de musique) et la « salle des Cartes » qui doit son nom aux cartes des grandes villes de la région peintes à la fin du XIXe siècle pour les élèves), deux pièces classées monument historique comme le château lui-même, ont été endommagées par les masses d'eau déversées pour éteindre l'incendie. Furent également détruits les « vitraux du Cardinal », certaines œuvres de l'école de Guardi (XVIIe siècle), notamment celles qui ornaient les plafonds et les murs peints, inévitablement attaqués par les eaux.
Le château est entouré d'un jardin dessiné par Le Nôtre.

## Protection
Au titre des monuments historiques :
- le château est classé par liste de 1862 ;
- l'enclos castral dans ses limites actuelles : sols, éléments subsistants de la composition et éléments subsistants de la clôture, à l'exclusion des parties déjà classées ; les deux colombiers polygonaux ; bâtiment des communs, à l'exclusion de l'aile en retour ; la grande chapelle de l'école, y compris le vestibule, à l'exclusion des aménagements du réfectoire en sous-sol sont classés par arrêté du 12 octobre 1995.